# エケムモーン
エケムモーン（古希: Ἐχέμμων, Echemmōn）あるいはエケムモン（古希: Ἐχέμμον, Echemmon）は、ギリシア神話の人物である。エケンモンとも表記される。トロイアの王プリアモスの子の1人。ヒュギーヌスのリストには含まれていない。兄弟のクロミオスとともにトロイア戦争で同じ戦車に乗って戦ったが、ディオメーデースに討たれ、武具と戦車を奪われた。